# サッカーココス諸島代表
サッカーココス諸島代表（サッカーココスしょとうだいひょう）は、ココス諸島サッカー協会によって編成されるサッカーのナショナルチームである。ココス諸島代表は、FIFA、OFCに加盟していない為、ワールドカップや、OFCネイションズカップに参加することは出来ない。
クリスマス島との間で「Inter Island Cup」という定期戦を行っている。1994年～2005年までの戦績で、クリスマス島に対し、3勝7敗（ゴール数12に対し、被ゴール数29）と苦戦している。

## Inter Island Cupの成績
| 日付             | ホーム           | アウェー         | スコア |
| ---------------- | ---------------- | ---------------- | ------ |
| 1994年7月1日     | ココス諸島代表   | クリスマス島代表 | 1-4    |
| 1994年7月4日     | ココス諸島代表   | クリスマス島代表 | 4-0    |
| 1997年(日付不明) | ココス諸島代表   | クリスマス島代表 | 3-10   |
| 1997年(日付不明) | ココス諸島代表   | クリスマス島代表 | 0-3    |
| 1999年(日付不明) | クリスマス島代表 | ココス諸島代表   | 3-1    |
| 1999年(日付不明) | クリスマス島代表 | ココス諸島代表   | 4-0    |
| 2004年2月27日    | ココス諸島代表   | クリスマス島代表 | 1-3    |
| 2004年3月1日     | ココス諸島代表   | クリスマス島代表 | 1-0    |
| 2005年6月24日    | クリスマス島代表 | ココス諸島代表   | 0-1    |
| 2005年6月26日    | クリスマス島代表 | ココス諸島代表   | 2-0    |